# Juara
Juara é um município brasileiro do estado de Mato Grosso. Situado a 730 km da capital Cuiabá, figura como o município polo da região do Vale do Arinos e um dos principais da região noroeste do estado. As rodovias de acesso a cidade são a MT 338 que liga Juara a Cuiabá pela BR 163 e a MT 220 que faz a ligação de Juara a Sinop. Sua extensão territorial é de 21.430 km² e sua população, conforme estimativas do IBGE de 2018, era de 34 815 habitantes.

## História
O território do município de Juara foi movimentado por ocasião da navegação Paranista ou Carreira do Pará, que iniciou-se no começo do século XX. Quando os primeiros homens brancos chegaram ao território do atual município de Juara, povos indígenas Kayabí dominavam toda a região, que era muito disputada por povos de outras nações indígenas. O principal motivo dos desajustes entre o gentio era a excelência do clima e qualidade do solo. Porém um dos maiores atrativos era a riqueza em taquara e pedra sílex, matéria prima para fabricação de flechas, lanças e machados. Que serviam tanto para afazeres domésticos, agricultura, caça e quanto para fins bélicos. Ao longo dos séculos a região foi movimentada por diversas incursões de brancos às terras dos Kayabís . Notável foi o período da terceira Borracha, a partir da década de quarenta, que devassou seringais às margens do rio Arinos. Os indícios dos tempos modernos de Juara tiveram como referência a cidade de Porto dos Gaúchos. A 23 de setembro, a firma Sociedade Imobiliária da Bacia Amazônica – SIBAL, adquiriu uma área de 35 900 hectares de terras, cuidadosamente selecionada com fins colonizatórios. A responsabilidade da administração para a construção da infraestrutura ficou a cargo de José Pedro Dias (Zé Paraná), nome que se confunde com a própria história de Juara. No dia 8 de outubro de 1971, Zé Paraná e mais um grupo de pessoas, partiu das margens do Ribeirão Caracol, chegando ao córrego Água Boa, ponto inicial da colonização. O primeiro nome dado à localidade foi Gleba Taquaral, mais tarde passou à Juara. Há certa controvérsia em relação ao topônimo Juara. Uma das versões é de que sua origem vem da língua tupi, significando “Moça Bonita”, sendo a mais bem aceita. A outra versão é atribuída ao antigo diretor da Sibal, que teria juntado as palavras Juruena e Arinos, numa referência geográfica e formado a palavra “Juarinos”, mais tarde simplificado para Juara. Existe ainda o significado de Juara no idioma Indonésio, que significa Campeão.
Em maio de 1971, começaram a chegar as primeiras famílias a Taquaral. A 8 de julho de 1973, foi colocado o primeiro marco da sede, nessa época já tinham chegado à região cerca de 38 famílias, plantando arroz, milho e feijão. A primeira produção da região foi guardada em barracão de madeira de 300 metros quadrados. Como os plantadores não tinham condução para levar para fora, a empresa colonizadora acabou comprando toda a safra colhida. Era uma maneira de minimizar os problemas enfrentados com o escoamento do produto colhido na lavoura. Nesse tempo, em período de chuvas, as viagens eram feitas pelo rio Arinos, sendo que os produtos comestíveis e farmacêuticos vinham de Cuiabá.
O antigo traçado desviava do atual município de Tapuar e passava pela célebre “Baiana”, na estrada da mata. Era via, conhecida por estrada da Baiana, encurtaria, mais tarde, a distância entre Juara e Cuiabá. A Baiana, uma mulher que habitava a região e que deu nome a esta estrada, certo dia foi atacada pelos índios do povo Kayabí, pois estes estavam desesperados com a invasão de suas terras. Mas a baiana superou a crise e os índios fizeram as pazes. A primeira serraria da região foi montada pela colonizadora SIBAL e depois comprada por Albino Gugelmin, que em 1973 serrava madeira para a construção das primeiras casas. Em maio de 1973, montou-se o primeiro armazém atacadista da região. Em 1973, foi celebrado a primeira missa em Taquaral, no meio da selva, onde a luz provinha de velas acesas em cima de árvores. Em setembro do mesmo ano, foi construída a primeira capela, tendo São José por orago. A primeira pista de pouso de avião passou a ser, mais tarde, uma das avenidas da cidade de Juara. O aeroporto, com maior capacidade de pouso e decolagem foi construída posteriormente. Ainda no ano de 1973, foram plantadas 2.500 covas de café na comunidade Pé de Galinha. O sucesso da Gleba Taquaral e redondezas, atraiu muita gente, mormente agricultores e suas famílias. Em l974 vendiam-se 102 lotes na zona rural do rio dos Peixes. Ocorria então um crescimento explosivo. O fluxo migratório foi intenso, passando então Taquaral a chamar-se Juara.
No ano de 1975, adquiriu-se uma área de terras próximo ao rio dos Peixes, denominada Itapaiúnas, beneficiada por projeto fundiário financiado pelo banco do Brasil. O distrito de Juara foi criado em 4 de julho de 1976, com território jurisdicionado ao município de Porto dos Gaúchos. Em 1976, Juara recebeu o primeiro médico, Dr Isaías Pinheiro Antunes, que construiu um grande hospital e maternidade para a época – ato pioneiro, e mo mês de março do mesmo ano foi criada a primeira escola de 1º grau de Juara. Em 1978, repartem-se 85 lotes de terreno em Mundo Novo, 118 em Águas Claras. Duzentas pessoas adquiriram lotes pequenos, não superiores a 121 hectares, em Jaú. A movimentação debordou para o município de São José do Rio Claro, com abertura de 130 lotes de terra em Catuaí. Por distar demasiadamente da sede municipal de São José do Rio Clara, Juara dominou a região ao norte daquela cidade.
E, 1979, foi inaugurado um prédio escolar de alvenaria, com seis salas de aula, com capacidade de abrigar 700 alunos. No ano seguinte, a produção de café fazia o grande nome do distrito de Juara. O processo de plebiscito, foi aberta em 11 de maio de 1981, para se saber a vontade do povo a respeito da emancipação política de Juara. Dos 729 eleitores, aconteceram apenas 03 votos nulos e 05 em branco, sendo os demais “sim”. A lei estadual de 23 de setembro de l98l, criou o município: 
“Artigo nº 1 – Fica criado o município de Juara, com sede na localidade do mesmo nome, cuja área é desmembrada do município de Porto dos Gaúchos. Artigo nº 2 - O município criado tem somente um distrito, o da sede. O artigo nº 3, impedia a eleição municipal imediata. A Assembleia Legislativa acatou o veto do governador Frederico Campos. No entanto, as eleições não demoraram a acontecer.
O primeiro prefeito foi o colonizador Zé Paraná. E o primeiro prefeito eleito foi José Geraldo Riva, também de família pioneira no município, e que teve carreira politica de sucesso. Sua liderança permitiu ser eleito 5 vezes como deputado estadual, sendo presidente da assembléia legislativa por dois mandatos.
A comarca foi criada a 4 de julho de 1985 e solenemente instalada em 29 de novembro de 1986.

## Geografia
Situada a uma latitude 11º15'18" sul e longitude 57º31'11" oeste, na Mesorregião 127, Microrregião 522 - Arinos à 292 metros de altitude no Planalto Residual Norte de Mato Grosso. Tomando como parâmetro a capital Cuiabá, é bastante longe. Os rios do município pertencem a Grande Bacia do Amazonas, sendo os principais deles o Rio Arinos, Rio dos Peixes e o Rio do Sangue.

## Clima
O Clima é Equatorial quente e úmido, com 3 meses de seca, de junho a agosto. A precipitação média anual é de 2.000 mm, com intensidade nos meses de Janeiro, Fevereiro e Março. Temperatura média anual de 24 °C.

## Economia
A economia local é baseada na extração de madeira, pecuária e agricultura. Juara ocupa a 20º posição entre os cem municípios com os maiores PIBs agropecuários do País . Segundo dados do Indea (Instituto de Defesa Agropecuária de Mato Grosso), com base na campanha de vacinação anual, o rebanho bovino de Mato Grosso no ano de 2011 foi de 28,77 milhões de cabeças e Juara no mesmo ano atingiu uma incrível marca de 945.000 cabeças, sendo o maior rebando bovino do estado e um dos maiores do Brasil. A produção de carne e derivados do leite é um setor relevante na economia juarense, grandes indústrias do setor tem sua unidade no município, como é o caso do frigorífico JBS Friboi, com capacidade de abate de 800 animais o dia e o Laticínios Multibom.

## Turismo
A região é rica em rios, cachoeiras e atrativos naturais. Os principais pontos turísticos da cidade são a Ilha do Netinho e a cachoeira Teodoro. Como principais festas e eventos destaque para a Exposição Agropecuária do Vale do Arinos (Expovale) no mês de Agosto e o Festival de Pesca no Rio Arinos em Setembro, ambos figuram entre os maiores eventos da categoria no estado. Destaca-se, também, a Festa de São Cristovão, colocando-se entre os principais atrativos da região e propiciando entretenimento à comunidade residente no local.

## Esportes
No ano de 2014, a cidade, ganhou o Estádio Danilo Pagot, com capacidade para quatro mil pessoas e que tornou-se estádio do Juara Atlético Clube.

## Últimos prefeitos eleitos
| Ano  | Prefeito        | Partido | Votos  | %     | Ref    |
| ---- | --------------- | ------- | ------ | ----- | ------ |
| 2004 | Oscar Bezerra   | PSB     | 8.969  | 56,91 | [ 13 ] |
| 2008 | Alcir Paulino   | PP      | 8.919  | 50,03 | [ 14 ] |
| 2012 | Alcir Paulino   | PSD     | 2.950  | 38,99 | [ 15 ] |
| 2016 | Luciane Bezerra | PSB     | 8.808  | 55,74 | [ 16 ] |
| 2020 | Carlos Sirena   | DEM     | 13.957 | 88,42 | [ 17 ] |
| 2024 | Nei da Farmácia | PRD     | 12.632 | 72,76 | [ 18 ] |